# سگ‌ماهی افعی
سگ‌ماهی افعی (نام علمی: Trigonognathus kabeyai) نام یک گونه از راسته خاردارکوسه‌سانان است.